# Otgon
Otgon (mongoliska: Отгон Сум, Отгон, Otgon Sum) är ett distrikt i Mongoliet.   Det ligger i provinsen Dzavchan, i den centrala delen av landet, 700 km väster om huvudstaden Ulaanbaatar.